# Cantón de Solignac-sur-Loire
El cantón de Solignac-sur-Loire era una división administrativa francesa, que estaba situada en el departamento de Alto Loira y la región de Auvernia.

## Composición
El cantón estaba formado por cinco comunas:
- Bains
- Cussac-sur-Loire
- Le Brignon
- Saint-Christophe-sur-Dolaison
- Solignac-sur-Loire

## Supresión del cantón de Solignac-sur-Loire
En aplicación del Decreto nº 2014-162 de 17 de febrero de 2014, el cantón de Solignac-sur-Loire fue suprimido el 22 de marzo de 2015 y sus 5 comunas pasaron a formar parte del nuevo cantón del Velay Volcánico.